# Languedoc

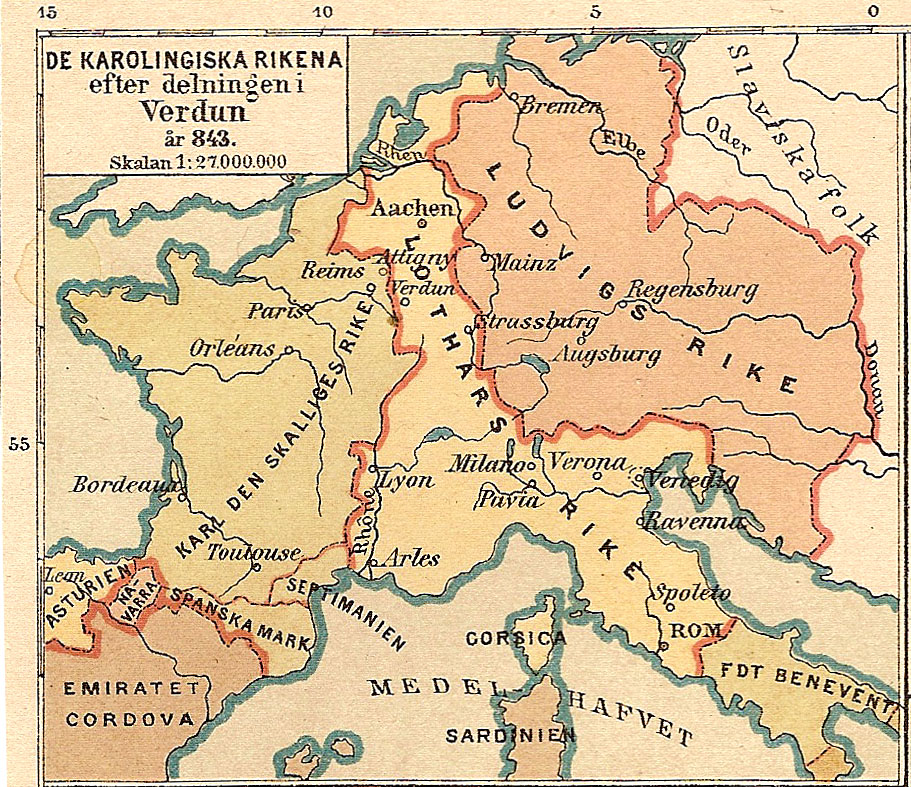
En del av den historiska regionen Languedoc kallades även för Septimania och kan lokaliseras på denna karta över den karolingiska landsdelningen av Karl den stores frankiska rike 843 e.Kr.

Languedoc (Lengadòc på occitanska) är en historisk provins i Frankrike som idag ungefär motsvaras av den administrativa regionen Occitanien i södra Frankrike och som under regionindelningen 1970-2015 motsvarades av Languedoc-Roussillon. Languedoc hade Toulouse som huvudstad.
Den välkända adelssläkten De la Gardies äldsta kända medlem i Sverige invandrade från Languedoc från gården Gardie som ligger norr om Rennes-le-Château.